# Idiorytmia
Idiorytmia − rodzaj życia indywidualnego w zakonach mniszych.
Swobodna forma życia mniszego wprowadzona w XIV w. na Górze Athos na skutek rozluźnienia obserwancji zakonnej, opierająca się na prywatnej własności zdobywanej własną pracą, którą mnich może swobodnie dysponować oraz na życiu w tzw. "rodzinach" czyli grupach złożonych z 6-7 mnichów. W idiorytmicznym klasztorze mogło żyć nawet kilkanaście "rodzin" z odrębnymi pomieszczeniami i zwyczajami. Mnisi gromadzą się wspólnie tylko kilka razy do roku na liturgii i spożywają wtedy wspólny posiłek. Obecnie na Górze Athos istnieje 9 idiorytmicznych klasztorów.